# Skorokhodove
Skorokhodove (ukrainien : Скороходове, russe : Скороходово) est une commune urbaine de l'oblast de Poltava, en Ukraine. Elle compte 2 996 habitants en 2025.